# Отворена предна закръглена гласна
Отворената предна закръглена гласна е вид гласен звук, използван в някои говорими езици. В Международната фонетична азбука той се отбелязва със символа ɶ. Сходен е с българския звук, обозначаван с „а“, в ударена позиция, но със закръглено произнасяне.
Отворената предна закръглена гласна се използва в езици като датски (grøn‎, [ˈkʁɶ̝nˀ]) и шведски (öra, [ˇɶːra̠]).